# MAKE (音楽ユニット)
MAKE（メイク）は、ロサンゼルスを中心に活動する男女音楽ユニットである。2007年zetimaよりデビュー。

## メンバー
- Mayumi Kaneyuki
- Ken Rangkuty

## ディスコグラフィー

### アルバム
1. MAKE OVER（2007年6月6日）
  1. ブルーライトヨコハマ
  2. 小指の想い出
  3. ただいとしい
  4. コーヒールンバ
  5. 蘇州夜曲
  6. ゆうべの秘密
  7. サン・トワ・マミー
  8. あなたはワルね
  9. わたしの城下町
  10. 何日君再来